# 巴爾達伊
巴爾達伊是乍得西北部的城市，也是提貝斯提區的首府，位於撒哈拉沙漠的綠洲，全市有數百居民。在1974年，一個以侯賽因·哈布雷（Hissène Habré）為首的反政府武裝集團襲擊該鎮和脅持人質。